# 马塔德库埃利亚尔
马塔德库埃利亚尔，是西班牙卡斯蒂利亚-莱昂塞戈维亚省的一个市镇。 总面积20平方公里，总人口327人（2001年），人口密度16人/平方公里。